# Bancroft (Michigan)
Bancroft – wieś w Stanach Zjednoczonych, w stanie Michigan, w hrabstwie Shiawassee.